# 白香腸赤道

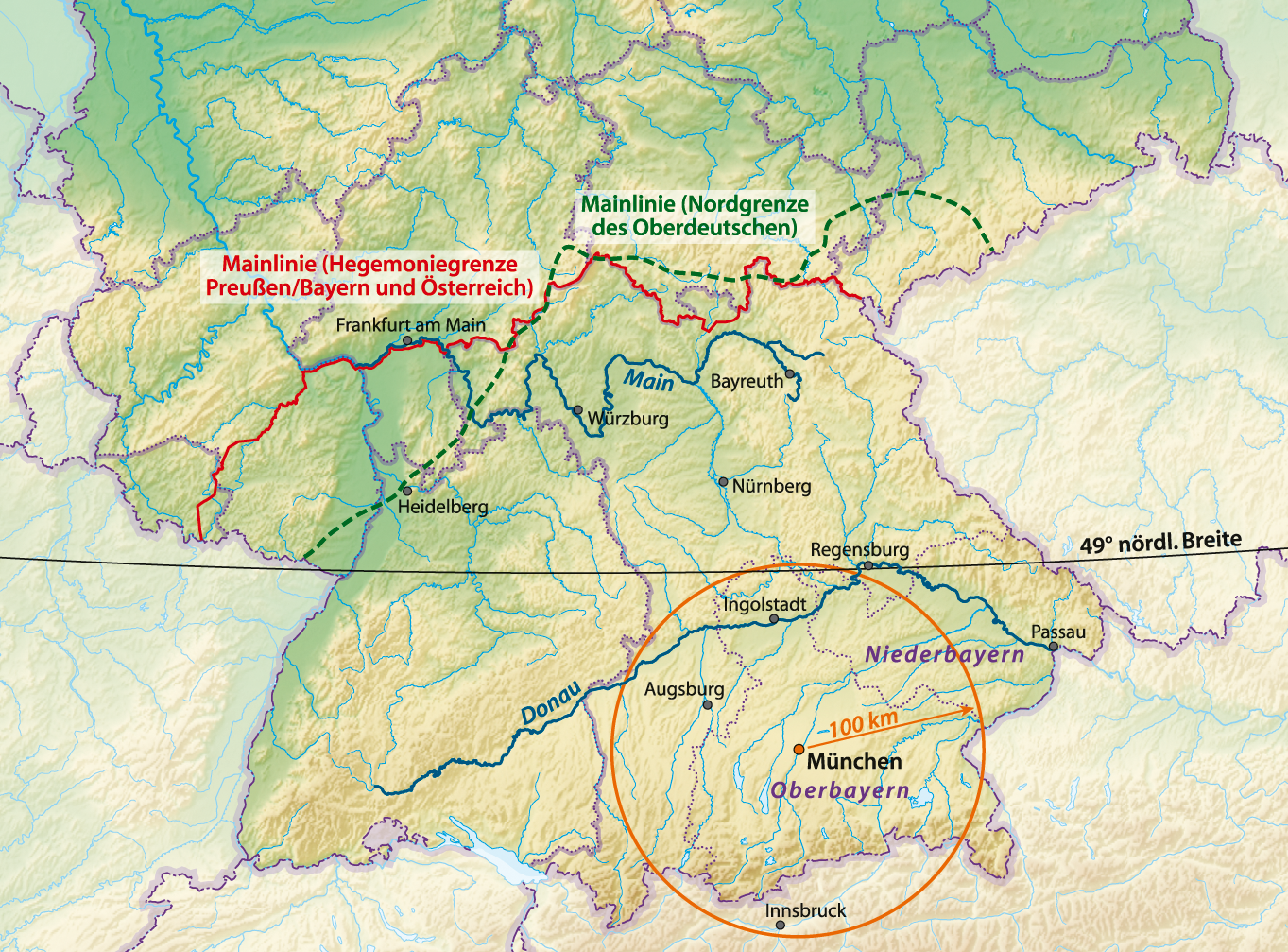
白香腸赤道的三種畫法

白香腸赤道（德語：Weißwurstäquator；德語發音：[ˌvaɪsvʊɐ̯stɛˈkvaːtoːɐ̯] ⓘ）是一個形容南北德之間文化差異的幽默用語，尤其適用於中德和巴伐利亞之間。白香腸（德語：Weißwurst）是一種巴伐利亞特產的香肠。白香腸赤道的定義大致有三種：
1. 語言學上分隔中部德語和高地德語的施派爾線。
2. 1871年前普魯士和南德四邦的邊界（大致以美因河為界）。
3. 美因河和多瑙河之間的區域為界，大致是北緯49度線[2]。

## 延伸閱讀
- 巴伐利亞人
- 土豆饼鸿沟